# Muzyka wokalna
Muzyka wokalna – muzyka wykonywana za pomocą ludzkiego głosu, pierwotna w rozwoju twórczości muzycznej. Może być wykonywana solowo lub zespołowo, z akompaniamentem instrumentów muzycznych lub bez akompaniamentu. W muzyce wokalnej obok czynnika muzycznego może występować również tekst, który nadaje muzyce właściwości programowe oraz przekazuje treść utworu muzycznego, a jego stosunek do muzyki różni się w zależności od okresu historycznego. Teksty utworów są przeważnie wierszowane (teksty prozatorskie częściej występują w muzyce liturgicznej). Istnieją również beztekstowe utwory wokalne wykonywane przez zamknięte usta (wł. bocca chiusa) lub w których tekst został zastąpiony, przynajmniej częściowo, przez same samogłoski/spółgłoski, czy też pojedyncze wyrazy. Adaptacje muzyki instrumentalnej do wykonania przez głos ludzki dokonywane są rzadko.
Muzyka ta rozwijała się na przestrzeniach epok: średniowiecza (chorały), renesansu (głównie muzyka chóralna – msze, motety, psalmy, chansons, kanony, madrygały), baroku (gdzie wyraźnie zaznaczył się rozkwit utworów na chór oraz orkiestrę). Do około 1600 roku wyraźnie zaznaczała się jej przewaga nad muzyką instrumentalną. W baroku obydwa gatunki muzyki osiągnęły takie samo znaczenie, lecz od ok. 1750 r. muzyka wokalna straciła na popularności.
W klasycyzmie i romantyzmie rozwinęła się forma pieśni, typowa zwłaszcza dla twórczości Franza Schuberta.